# Seneca (rivière de Caroline du Sud)
Pour les articles homonymes, voir Seneca.
La Seneca est une rivière créée par la confluence de la rivière Keowee et de Twelvemile Creek dans le Nord-Ouest de la Caroline du Sud, en aval du lac Keowee près de Clemson. Elle est maintenant entièrement inondée par le lac Hartwell, formant un bras du lac de 34 km de long. La Seneca et le Tugaloo se rejoignent pour former le fleuve Savannah. 
La limite entre la rivière Seneca et la rivière Keowee a changé au fil du temps. Dans la période de la guerre d'indépendance, la partie amont de la rivière Seneca était souvent appelée la rivière Keowee.
Aujourd'hui, la section de la rivière Keowee entre le barrage Keowee et sa confluence avec Twelvemile Greek est désignée rivière Seneca sur de nombreuses cartes, y compris la carte routière officielle du comté. Puisque cette région est désormais inondée par le lac Hartwell formé par l'endiguement des rivières Seneca et Tugaloo, il est naturel de désigner cette section par le nom de Seneca plutôt que par Keowee.

## Source
- (en) Cet article est partiellement ou en totalité issu de l’article de Wikipédia en anglais intitulé « Seneca River (South Carolina) » (voir la liste des auteurs).